# Ispmanager
Программный продукт ispmanager — коммерческая панель управления web-сервером и сайтами. Позволяет работать с сервисами без командной строки и запоминания команд и ручных настроек. Имеет широкий набор функциональности и визуальный интерфейс, разработанный с учётом UX/UI. Ispmanager поддерживает серверы на базе дистрибутивов  Linux и может быть установлен как на физический сервер, так и на виртуальные машины (VPS/VDS).
По данным исследования компании Тэглайн, программный продукт ispmanager возглавляет рейтинг наиболее популярных панелей управления хостингом, которые используют в веб-студиях и интернет-агентствах России. ПО используется более чем на 300 000 серверов в 150 странах мира.
Ispmanager позволяет управлять программным обеспечением, установленным на сервер, таким как веб-сервер (Apache/Nginx, Open LiteSpeed), сервер баз данных (MySQL/PostgreSQL), почтовый сервер (Exim / Dovecot) и другими сопутствующими программами через веб-интерфейс.
Особенность продукта —  работа со стандартной конфигурацией программного обеспечения, которое устанавливается из репозитория операционной системы. Есть локализация на русском и английском языках, а также поддержка API-интерфейса.

## Назначение и основные функции
Поддерживаются следующие функциональные возможности:
- Управление учетными записями пользователей и выставление ограничений для них
- Управление сайтами
- Управление файлами сайта и сервера через веб-интерфейс
- Управление почтовыми ящиками
- Создание и администрирование баз данных (MySQL, Mariadb, Percona Server)
- Управление PHP: версии, режимы, а так же пакетный менеджер Composer
- Управление Python: версии, модули
- Система резервного копирования
- Управление файрволом
- Статистика по потребляемым ресурсам
- Управление DNS. Создание доменных зон и редактирование записей
- Создание WireGuard VPN пользователей
- Управление учётным записями реселлеров (только в версии  business)

## Поддерживаемые операционные системы
Требования к операционной системе:
- Debian 11, 12
- Ubuntu 20.04, 22.04, 24.04
- AlmaLinux 8, 9
- Rocky Linux 8
- МСВСфера 9 (входит в реестр отечественного ПО)

Также в ручном режиме, при наличии соответствующего опыта, теоретически возможна установка и на другие операционные системы семейства GNU/Linux.

## Достоинства ispmanager
- Присутствует возможность обновления установленного ПО средствами операционной системы
- Широкий набор поддерживаемого программного обеспечения
- Более низкая по сравнению с конкурентами цена
- Бесплатная техническая поддержка 24/7

## Недостатки ispmanager
- Установку необходимо производить на чистый сервер без пользователей и сайтов
- Закрытый исходный код

## История продукта
17 Марта 2004 вышла первая публичная версия панели управления — ispmanager 4. Панель управления была переписана на языке C++, получила визуальную тему интерфейса sirius, стала работать быстрее.
В 2013 году продукт обновился до версии ispmanager 5. Она была написана на собственном фреймворке COREmanager, включая веб-сервер, систему плагинов и новую визуальную тему интерфейса orion. Продукт стал упакован в пакеты deb/rpm, хранение данных перенесено в базы данных SQLite или MySQL.
В 2016 году ПО ispmanager было включено в единый реестр российских программ для электронных вычислительных машин и баз данных.
В 2021 году выпущена новая версия ispmanager 6 с оптимизацией интерфейса, улучшенной системой обновления ПО и мониторинга ресурсов. В продукте был обновлен репозиторий APS, а также добавлена поддержка Ansible.
Ispmanager 6 — панель управления веб-сервером для владельцев сайтов и хостинг-провайдеров. Позволяет создавать веб-серверы, используя программное обеспечение Apache, Nginx, Open LiteSpeed, настраивать веб-серверы имен DNS. Для администратора существуют функции: создания неограниченного числа сайтов, доменов, email адресов и пользователей. С помощью панели можно работать с виртуальными и выделенными серверами. Позволяет проводить автоматическую установку систем управления контентом CMS, среди которых Drupal, WordPress, Joomla, Bitrix. Сервис осуществляет резервное копирование по расписанию или в ручном режиме. Встроенный брандмауэр фильтрует сетевые соединения с сервером и предотвращает несанкционированный доступ. Работает по модели On-premise, имеет 4 варианта лицензии: lite, pro, host и business.

## Лицензирование
Право на использование ispmanager даёт приобретение лицензии. Лицензия приобретается на IP-адрес сервера, либо (начиная с ispmanager 5) выпускается по ключу для активации на серверах за NAT. Раз в месяц доступна смена ключа / IP адреса. Наличие и срок действия лицензии контролируется посредством автоматического обращения ispmanager к авторизационному серверу вендора. Доступен бесплатный тест панели управления на срок 14 дней без ограничения функционала.

## О компании
Ispmanager –– IT-компания, разработчик одноименного ПО, основана в Иркутске в 2004 году под названием ISPsystem. В 2012 году доля рынка компании в России и СНГ составила 50%. Большинство крупных хостинг-провайдеров использует ispmanager. ПО ispmanager также широко используется в 150 странах мира. В 2022 году произошло отделение продукта ispmanager в отдельную компанию для фокусирования на рынке хостинга и веб-разработки. На сегодня среди клиентов и партнеров ispmanager представлены следующие компании: REG.RU, RU-CENTER, Timeweb, МТС, TheHost и другие известные компании.  Компания имеет официальное сообщество пользователей в Telegram.

## Подобное программное обеспечение
- cPanel
- DirectAdmin
- Plesk